# Barlovento (Santa Cruz de Tenerife)
Barlovento település Spanyolországban, Santa Cruz de Tenerife tartományban. Barlovento Garafía, El Paso és San Andrés y Sauces községekkel határos. Lakosainak száma 2014 fő (2024).

## Népesség
A település népessége az elmúlt években az alábbi módon változott:
| Lakosok száma | 2401 | 2350 | 2383 | 2363 | 2085 | 2005 | 1859 | 1876 | 1897 | 2014 |
|               | 2001 | 2004 | 2007 | 2009 | 2012 | 2014 | 2017 | 2019 | 2022 | 2024 |